# Fidonia algeriensis
Fidonia algeriensis är en fjärilsart som beskrevs av Rothschild 1925. Fidonia algeriensis ingår i släktet Fidonia och familjen mätare. Inga underarter finns listade i Catalogue of Life.